# Houlu
Houlu (kinesiska: 厚禄乡, 厚禄) är en socken i Kina. Den ligger i den autonoma regionen Guangxi, i den södra delen av landet, omkring 160 kilometer öster om regionhuvudstaden Nanning. Antalet invånare är 35707. Befolkningen består av 17 326 kvinnor och 18 381 män. Barn under 15 år utgör 30 %, vuxna 15-64 år 62 %, och äldre över 65 år 6,0 %.
Genomsnittlig årsnederbörd är 2 190 millimeter. Den regnigaste månaden är juni, med i genomsnitt 361 mm nederbörd, och den torraste är oktober, med 42 mm nederbörd.